# Charaxes leopoldi
Charaxes leopoldi är en fjärilsart som beskrevs av Ghesquière 1933. Charaxes leopoldi ingår i släktet Charaxes och familjen praktfjärilar. Inga underarter finns listade i Catalogue of Life.